# Hemigrammus mimus
Hemigrammus mimus är en fiskart som beskrevs av Böhlke, 1955. Hemigrammus mimus ingår i släktet Hemigrammus och familjen Characidae. Inga underarter finns listade i Catalogue of Life.